# Zhang Lisheng
Zhang Lisheng (chinês: 章力生, Lit-sen Chang; 1904-1996) foi um professor, pregador e autor cristão protestante chinês.

## Infância e Juventude
Zhang Lisheng nasceu em Wuxi, na Província de Jiangsu, em uma família religiosa tradicional. Seu pai havia desistido de suas atividades de negócios a fim de concentrar-se no confucionismo, no taoísmo, e no budismo, e se tornou um mestre religioso nas suas áreas. Sua mãe foi uma budista devota. Zhang estudou a literatura budista com ela desde a meninice e amava ouvir as histórias sobre as visões que ela recebia de Buda. Mesmo um menino, contudo, ele nutria grandes ambições de sair dali e ir a todas as partes da China e ao redor do mundo. Seus conterrâneos riam de sua juventude estudiosa que não se juntava em suas brincadeiras, mas se aplicava aos seus livros.

## Educação e início de carreira
Ele foi um crente no materialismo nos anos 1922-24. Enquanto estudava na Universidade Batista de Xangai, ele odiava a capela obrigatória e “lia a Bíblia com ódio”, assim, que depois deixou a escola. Ele eventualmente foi graduado da Universidade de Fudan. Nesse tempo ele identificou o cristianismo com a cultura ocidental e o imperialismo, e simpatizou-se com o movimento anticristão, tanto que ele se juntou no ataque geral à igreja ao escrever artigos para os jornais.
Enquanto um estudante no colégio, ele publicou O Problema da Terra da China, uma exposição de ensinamentos sobre a reconstrução nacional do Dr. Sun Yat-sen, o pai fundador da República da China. Por esta razão, e com base em seus outros escritos, ele se tornou o mais jovem professor de Pequim com a idade de 21 anos antes de receber as graduações de Bacharel e Mestre. O Presidente da China algumas vezes assistia às suas aulas.
De 1925 a 1932, ele foi um “legalista, crendo que leis melhores criariam uma nação melhor, para manter a paz e a ordem, e para salvaguardar o direito e a justiça”. Zhang desta forma foi à França para estudos doutorais em Direito na Universidade de Paris, e para novas pesquisas em ciências políticas e jurídicas na Bélgica, Inglaterra (Londres, Oxford, e Cambridge), Alemanha e Suíça de 1927 a 29. Ao seu retorno à China, ele se tornou um professor da Universidade Central Nacional em Nanquim.

## Servindo a Nação
Depois de um ano, contudo, ele foi procurado pelo Presidente Wang (o primeiro embaixador chinês à Bélgica) da Universidade de Trabalho Nacional em Xangai para ser seu deão (ou decano). Depois de uma hesitação inicial devido à sua idade (ele tinha 26 anos), ele “não teve escolha, a não ser aceitar seu convite”.
Começando em cerca de 1932, ele percebeu que um sistema jurídico eficaz seria construído sobre uma fundação moral. Depois da humilhação da nação nas mãos do Japão em 1931 e 1932, ele viu que “a causa raiz da nossa humilhação nacional não era externa, mas sim interna, isto é, a nossa degeneração moral”. Ele se tornou um confucionista, buscando a perfeição moral tanto para si mesmo como para a “regeneração nacional”.
Pouco tempo depois, a Guerra Sino-Japonesa (1937-45) irrompeu. A nação inteira esteve em tumulto. Uma vez, um grande motim eclodiu na escola, e o Presidente Wang esteve muito preocupado, mas Zhang falou aos estudantes com grande coragem, e “pela graça de Deus, os estudantes me ouviram e foram pacificados”.
Desse momento em diante, seu coração ardeu grandemente pela crise nacional da China, e Zhang se tornou um orador dinâmico pela reconstrução nacional e renovação em institutos famosos e grupos sociais em Xangai e Nanquim. Os líderes políticos e educacionais foram muito inspirados por seus discursos e os elogiaram altamente como uma grande bênção à nação.
Durante este período, Zhang escreveu aproximadamente vinte livros sobre “A Regeneração Nacional”, “O Direito Constitucional”, “Os Princípios e Práticas de um Governo Constitucional”, “Os Sistemas Jurídicos Modernos”, e os “Princípios da Legislação Moderna”, além de ensaios jurídicos e políticos, no valor de um milhão de palavras. Por esta razão, o ministro da justiça, Wei Tao-ming, o presidente do conselho do Colégio de Direitos e Política de Xangai, o procurou para ser seu presidente quando ele estava com uns 35 anos de idade.
Contudo, pouco depois disto, o prefeito de Xangai foi nomeado para ser o governador da província de Guangdong. Ela era uma província de importância estratégica, e urgentemente precisava de um melhoramento político e econômico. O prefeito insistiu com Zhang para ir com ele ao plano pela reforma, então Zhang começou uma nova carreira política como um “reformador”.
Como a guerra alcançou todo o país (1937-38), a capital se moveu a oeste para Chungking. Seu patrão foi promovido a secretário geral do partido nacionalista. Zhang se tornou seu secretário-chefe bem como um estrategista do Conselho Supremo de Defesa Nacional para formular a estratégia para derrotar o Japão.
Em 1937, ele se casou com Ling Nie, a filha do primeiro tutor do último Imperador. Ela logo deu a ele dois filhos, Chang Qi (John Key) e Chang De.
Eventualmente, percebendo que o confucionismo não traria a real mudança à nação, de 1937 a 1941, ele se voltou ao taoísmo. Depois, em 1941, ele mudou suas esperanças ao budismo zen, praticando os exercícios zen todos os dias, e se convenceu de que ele tinha atingido a iluminação.
Durante a guerra com o Japão, a família morou em Chongqing, onde filhas gêmeas nasceram em 1944. Seus nomes “Ch’ung-hua” e “Ch’ing-hua” (Ch’ung e Ch’ing = Chungking; “Hua” = China), foram dados a elas por Chiang Kai-shek. Deste vieram seus nomes “June” (Ch’ung) e “Jean” (Ch’ing), os quais elas usaram depois de se mudarem para a América. Um terceiro filho, Ch’ang Wen (Joh Vincent), nasceu em 1945.

## Moldando uma Nova China: Uma Constituição e uma Universidade
Depois da guerra (1945), os líderes da China planejaram uma convenção constitucional a fim de iniciar o “estágio constitucional” de acordo com os princípios do Dr. Sun Yat-sen. Zhang foi eleito como um membro da convenção para elaborar uma constituição, da qual ele se tornaria um signatário.
Depois de um longo período de profunda retrospecção e reflexão, contudo, ele veio a perceber que o problema humano não se residia na política, mas no coração do homem, então ele desistiu da atividade política, resistindo a repetidos pedidos para se juntar ao Gabinete. Ele estava “intoxicado” com o confucionismo, o budismo e o taoísmo como estavam muitos outros estudiosos chineses, e se tornou o presidente fundador da Universidade Kiang Nan (Jiangnan). Esta era para ser o centro de um movimento de ressurgimento das religiões e cultura da Ásia. Seu propósito em começar uma nova universidade era “reviver as religiões asiáticas e destruir o cristianismo”. Ele estava com 45 anos.

## Conversão ao Cristianismo
Em 1950, ele foi convidado por uma universidade na Índia fundada pelo filósofo indiano Rabindranath Tagore (1861-1941) para dar um leitorado especial; ele aceitou, visando unir seus líderes para se juntarem a ele no lançamento de seu movimento de ressurgimento religioso. Incapaz de obter um visto à Indonésia, ele encontrou-se preso em Java, e sua família tinha uma casa apenas ao lado de uma igreja a qual estava em construção.
Eles frequentemente caminhavam depois do jantar. Uma noite em 1951, eles ouviram uma linda música vinda de dentro da igreja, e as crianças sugeriram que eles descobrissem o que acontecia lá dentro. Um diácono da igreja saiu para falar com eles, e os convidou para assistir ao culto de inauguração no domingo seguinte, sabendo que Zhang não era cristão e não gostaria de ir a um culto de adoração regular. Mas, por curiosidade, ele decidiu assistir ao culto especial. Para o seu espanto, durante as orações ele foi “profundamente tocado pelo Espírito Santo; e daquele momento em diante, [ele] não pararia de ir à igreja, e estava ansioso para buscar a verdade e para ler a Bíblia avidamente, frequentemente com lágrimas de arrependimento e alegria”.
Ele se tornou uma notícia para os círculos cristãos, com um número de líderes cristãos querendo intervir, admirados com o seu conhecimento da Bíblia. Desse momento em diante, ele foi frequentemente convidado a pregar em diferentes igrejas por toda a Java. Suas audiências respondiam de dois modos. Alguns diziam que este deveria ser outro Zhang Lisheng com o mesmo nome. Não poderia ser o mesmo Zhang Lisheng anticristão! Mas outras as pessoas diziam que se Zhang Lisheng, o inimigo do Evangelho, poderia crer no Senhor, elas não tinham razão para não crer.

## Treinamento teológico
Nesse tempo ele foi também capelão de uma escola cristã em Melang, Indonésia, fundada pelo Dr. e a Sra. Leland Wang. Lá ele encontrou uma professora, Rose Wong, que era graduada do Colégio Gordon e foi uma missionária da Igreja de Park Street em Boston, que disse a ele sobre a alma mater dela.
De 1954-56, ao convite do Dr. Andrew Gih, presidente da Companhia de Evangelização Chinesa, ele serviu como professor de filosofia no Colégio Bíblico do Sudeste da Ásia. De 1955-56, ele ensinou ao mesmo tempo como professor de religiões comparativas no Seminário Teológico Batista da Missão Batista Americana do Sul em Samarão.
Em 1956, ele se matriculou na Escola de Divindade Gordon, Wenham, Massachusetts. Quase imediatamente ele pediu para ensinar, mas ele insistiu em estudar em tempo integral no seminário e ensinar uns poucos cursos sobre religiões comparativas no Colégio Gordon. Ele foi convidado a se juntar à faculdade assim que ele terminasse sua graduação de Mestre em Divindade magna cum laude em 1959. Pelas próximas duas décadas ele ensinou Missões e se dedicou a escrever obras teológicas.
Depois de deixar a China continental, ele esteve em profunda aflição por sua nação. “Contudo, em minha oração eu, de novo, ouvi a voz de Deus: ‘Eu posso abrir a porta para a China do céu!’ Então eu comecei um programa de rádio: ‘Seminário no Ar’ e escrevi ao Dr. Paul Freed, presidente da Rádio Trans Mundo”, quem imediatamente replicou, afirmando que ele tinha acabado de construir uma estação em Honolulu, visando a China como o principal alvo deles. Eles estavam procurando por uma pessoa qualificada para cooperar com eles, e ficaram felizes em ter Zhang juntando-se a eles.
Quando ele se aposentou em 1978, ele foi honorado como um “Conferencista Distinguível em Eméritas Missões” em uma cerimônia especial assistida por muitos líderes cristãos e dignitários políticos americanos tais como o Orador do Congresso dos EUA.

## Hábitos de Trabalho, Cura Divina
Sua esposa escreveu: “Litsen era um verdadeiro cavalheiro; ele não tinha maus hábitos em nada. Ele amava escrever todos os dias. Ele passava o dia inteiro em sua escrivaninha. Ele vomitava uma enxurrada de sangue, e por muitos anos não comia alimento sólido; ele somente bebia um pouco de suco e leite. Ele escreve: ‘Como eu tinha trabalhado duro dia e noite desde minha juventude, antes da minha conversão, eu me esforçava para salvar a nossa nação. Depois da minha conversão, eu dediquei minha vida a servir ao Senhor, a pregar o Evangelho e a salvar almas. Além disso, a fim de redimir meu tempo perdido na escuridão pagã por 50 longos anos, eu tomava meu jantar como o meu ‘segundo café-da-manhã’, tanto que eu poderia trabalhar outro dia depois de 20h às 4h. Eu tinha somente 2 horas de sono por dia’. Tal diligência e autonegação não foram sem custo, pois Zhang negligenciou sua saúde”. O excesso de trabalho constante e a falta de descanso resultaram em uma grave úlcera hemorrágica no estômago, e também um sangramento de hemorroida. Quase todos os cuidados da família foram deixados para sua esposa.
Ele explica a razão para tal extenuante labor deste modo: “Antes da minha conversão, Deus, em Sua ‘preparação negativa’ (um termo usado pelo teólogo Louis Berkhof) me treinou a escrever aproximadamente cinco milhões de palavras, assim como ‘a dar uma resposta a todo homem… uma razão de esperança que está em nós’ (cf. I Pedro 3.15), e a ‘seriamente batalhar pela fé a qual de uma vez foi entregue aos santos’ (Judas 3).
Em 1975, ele quebrou seu quadril. Depois de ouvir uma palavra de Deus, ele foi miraculosamente curado, mas o médico o aconselhou a tomar um longo descanso, e ele adicionou que isso foi umas “férias forçadas” de Deus, extremamente necessárias porque ele estava trabalhando muito duro. Depois de seis meses de descanso, sua úlcera hemorrágica e hemorroida foram curadas. Um calor, que atacou muitos anos depois, foi visto como correção de Deus, após o qual ele escreveu: “Desde então, eu fui arrastado para mais e mais perto de Deus e comecei a ver mais e mais de Sua glória e minha enfermidade. Eu ainda poderia ouvir Sua pequena voz: ‘Ao se arrepender e descansar vocês serão salvos, na quietude e na confiança estará a sua força’ (Isaías 30.15). Eu comecei a ver que minha vida de fé não é uma vida de escalada com ventos, mas uma vida de confiança e obediência. Ele deve crescer, eu devo diminuir, para que possam ver Deus mais e mais, em minha vida e através da minha obra. Eu deveria parar de cortar as cisternas quebradas, mas vou até as fontes de águas vivas (cf. Jeremias 2.13)”.

## Ministério frutífero
Leitores, estudantes, e ouvintes à sua pregação de todo mundo testificaram que eles tinham sido grandemente impactados pelo ministério de Zhang. Muitos foram convertidos através de seus livros evangelísticos em chinês.
Ele publicou obras em inglês também. Ele escreve: “Depois da 2ª Guerra Mundial, muitas pessoas no ocidente foram frustradas e desiludidas com sua cultura e religião. Elas começaram a ser intoxicadas com as religiões e cultos asiáticos. O Dr. Carl F. H. Henry, o editor fundador do Cristianismo Hoje, veio a Gordon, instando comigo para escrever um livro para despertar o ocidente. Em meus primeiros 20 anos, eu estive na França; eu nunca aprendi a escrever em inglês. Mas sobre sua petição sincera, eu não tive escolha, a não ser, ceder ao seu pedido. O resultado foi um livro, Existencialismo Zen: O Declínio Espiritual do Ocidente”, o qual Billy Graham chamou de “uma contribuição valiosa ao ocidente”.

## Vida espiritual, caráter pessoal
Sua esposa escreveu que, depois que Zhang se graduou no seminário em 1959, “ele nunca parou de escrever e pregar. Ele nunca recebia um centavo por sua pregação; ele sempre retornava ao seu honorário”.
Zhang algumas vezes ouvia o que ele considerava ser uma voz direta do céu. Ao lado da cura mencionada acima, ele dá outros exemplos: “Anos atrás, em meu tempo devocional, eu de repente ouvi a clara e terna voz de Deus: ‘No mundo vocês terão aflições, mas se animem; eu venci o mundo’ (João 16.33). Desde que eu fui profundamente inspirado pela Sua palavra, eu escrevi um livro intitulado Filosofia do Sofrimento: O Segredo para Vencer o Mundo”.

## Escritos
Os escritos de Zhang foram marcados por uma vasta escolaridade, variando em ambas as religiões chinesas e ocidentais, história, filosofia, e teologia; um estilo erudito e animado, frequentemente polêmico; visão penetrante nos contrastes entre o ensino bíblico e os outros sistemas religiosos e filosóficos; insistência na autoridade das Escrituras; um foco sobre a obra salvadora de Deus em Jesus Cristo e o andamento do ministério do Espírito Santo; uma convicção reformada que a Bíblia aplica a toda a vida e ao pensamento; e um zelo pela conversão dos descrentes.
Ele constantemente referia à sua própria conversão do “paganismo” ao cristianismo como um pedido urgente da grande misericórdia de Deus, e ansiava que outros intelectuais chineses encontrassem a paz, a alegria, e propósito na vida que tinha sido concedida a ele.
Suas maiores obras publicadas em chinês incluem a Teologia Sistemática (oito volumes) e a Apologética Cristã Abrangente (quatro volumes).
Os livros em inglês incluem:
- Estratégia para Missões no Oriente
- Existencialismo Zen: O Declínio Espiritual do Ocidente
- Religiões da Ásia: O Encontro Momentâneo do Cristianismo com o Paganismo
- O que é Apologética?
- Crítica da Teologia Indígena; Crítica do Humanismo, em O Sábio do Oriente: Lit-sen Chang, editado por G. Wright Doyle (futuras Publicações de Pickwick)

## Doença e morte
De cerca de 1980 em diante, Zhang sofreu de várias crises de falta de saúde. Ele finalmente morreu em 1996, sobrevivendo sua esposa e filhos.